# Тернополь (футбольный клуб)
«Терно́поль» (укр. «Тернопіль») — украинский футбольный клуб из Тернополя. Основан в 2007 году.

## История
В 2000 году по инициативе городского головы Анатолия Кучеренко на базе Педагогического лицея Педуниверситета была создана команда «Тернополь-Нива-2», которая стала фарм-клубом тернопольской «Нивы». В сезонах 2000/01 и 2001/02 выступал во второй лиге. В начале 2002 года команда сменила название на ФК «Тернополь». По итогам сезона 2001/02 из первой лиги вылетела «Нива» и поэтому ФК «Тернополь» как фарм-клуб потерял профессиональный статус и был расформирован. С 2003 года команда под названием «Буревестник» стала выступать в высшей лиге Тернопольской области, представляя Тернопольский педагогический университет.
В 16 мая 2007 команда отделилась от «Нивы» и оформилась в отдельный клуб — «Тернополь-Буревестник». В том же году команда получила первый трофей — стала чемпионом области. Менее богатым на титулы выдался для команды 2008 год. Потеряв несколько основных игроков основы (Степан клокочет, Андрей Дубчак, Игорь Козелко и Михаил Горлицький пополнили ряды второлигового «Подолье», которое в том сезоне заняло третье место в первенстве), за весь год команда смогла получить только областной суперкубок, одолев теребовлянский «Бровар» со счётом 3:1. Однако победили теребовлянцы представителей областного центра в кубке области, выбив соперников на стадии полуфинала (победа 1:0 на своем поле, и ничья 2:2 в Тернополе. Причём два мяча «Бровар» провёл в заключительные 5 минут игры).
2009 год стал триумфальным для клуба: в мае подопечные Василия Ивегеша и Анатолия Назаренко завоевали серебряные награды чемпионата Украины среди студентов, проиграв в серии послематчевых пенальти «Факелу» из Ивано-Франковска. А потом «Тернополь» завоевал титул чемпиона Европы среди студентов, обыграв в финале тот же «Факел» — 1:0. Кроме того, в этом году команда выиграла «золотой дубль», став чемпионом и обладателем кубка области. В следующем году тернопольские футболисты снова стали серебряными призёрами чемпионата Украины среди студентов (тернополяне уступили по пенальти киевскому «МАУП-Единство»), а в европейском первенстве завоевали бронзовые награды (команда в полуфинале уступила по пенальти будущему победителю — стамбульскому «Халиджу»). На областной арене клуб также повторил прошлогодний успех, получив «золотой дубль», а также выиграл суперкубок области. В том же году команда дебютировала в чемпионате Украины среди любителей.
Осенью 2011 года, после того как команда третий раз подряд выиграла чемпионат области, депутаты Тернопольского городского совета приняли решение создать юридическое лицо — коммунальное предприятие «Футбольный клуб „Тернополь“», после чего клуб подал в ПФЛ Украины заявку на прохождение процедуры аттестации, чтобы получить возможность принять участие в турнире второй лиге чемпионата Украины. В июне 2012 года заявка клуба в ПФЛ была принята и «Тернополь» включили в состав участников второй лиги в сезоне 2012/13. По итогам сезона 2013/14 «Тернополь» вышел в Первую лигу. В том же сезоне команда дошла до рекордной стадии — 1/4 финала — в Кубке Украины.

## Статистика официальных выступлений
| Сезон   | Лига            | Поз      | И  | В  | Н  | П  | З  | П  | О  | Кубок Украины |
| ------- | --------------- | -------- | -- | -- | -- | -- | -- | -- | -- | ------------- |
| 2000/01 | Вторая, гр. «А» | 11 из 16 | 30 | 8  | 7  | 15 | 26 | 52 | 31 | −             |
| 2001/02 | Вторая, гр. «А» | 15 из 19 | 36 | 9  | 8  | 19 | 26 | 49 | 35 | −             |
| 2012/13 | Вторая, гр. «А» | 3 из 11  | 20 | 11 | 2  | 7  | 31 | 20 | 35 | 1/64          |
| 2013/14 | Вторая          | 3 из 19  | 36 | 20 | 11 | 5  | 56 | 27 | 71 | 1/4           |
| 2014/15 | Первая          | 11 из 16 | 30 | 11 | 8  | 11 | 33 | 49 | 41 | 1/16          |
| 2015/16 | Первая          | 15 из 16 | 30 | 6  | 7  | 17 | 18 | 47 | 22 | 1/8           |
| 2016/17 | Первая          |          |    |    |    |    |    |    |    |               |

## Достижения
- Бронзовый призёр Второй лиги Украины (выход в Первую лигу): 2013/14
- Чемпион Тернопольской области: 2007, 2009, 2010, 2011
- Обладатель Кубка Тернопольской области: 2009, 2010
- Обладатель Суперкубка Тернопольской области: 2008, 2010, 2011, 2012
- Серебряный призёр всеукраинской студенческой лиги: 2007, 2009, 2010, 2012
- Серебряный призёр универсиады: 2007
- Чемпион Европы среди студентов: 2009
- Бронзовый призёр чемпионата Европы среди студентов: 2010
- Участник финальной части чемпионата Украины по футболу среди любительских команд: 2010

## Текущий состав
| 12 | Флаг Украины | Вр  | Сергей Чернобай  | 1992 |  |  |  |  |
| 77 | Флаг Украины | Вр  | Владимир Кравчук | 1998 |  |  |  |  |
|    |              |     |                  |      |  |  |  |  |
| 3  | Флаг Украины | Защ | Андрей Дубчак    | 1986 |  |  |  |  |
| 4  | Флаг Украины | Защ | Сергей Атласюк   | 1987 |  |  |  |  |
| 5  | Флаг Украины | Защ | Степан Клёкот    | 1986 |  |  |  |  |
| 7  | Флаг Украины | Защ | Игорь Курило     | 1993 |  |  |  |  |
|    |              |     |                  |      |  |  |  |  |
| 2  | Флаг Украины | ПЗ  | Юрий Соколовский | 1995 |  |  |  |  |
| 8  | Флаг Украины | ПЗ  | Андрей Кондзёлка | 1983 |  |  |  |  |
| 9  | Флаг Украины | ПЗ  | Юрий Заставецкий | 1996 |  |  |  |  |
| 11 | Флаг Украины | ПЗ  | Сергей Полянчук  | 1988 |  |  |  |  |
| 15 | Флаг Украины | ПЗ  | Роман Гаврилюк   | 1990 |  |  |  |  |

| 16 | Флаг Украины | ПЗ  | Игорь Сороцкий     | 1994 |  |  |  |  |
| 20 | Флаг Украины | ПЗ  | Тарас Громяк       | 1993 |  |  |  |  |
| 21 | Флаг Украины | ПЗ  | Владислав Сороцкий | 1993 |  |  |  |  |
| 25 | Флаг Украины | ПЗ  | Николай Вечурко    | 1992 |  |  |  |  |
|    |              |     |                    |      |  |  |  |  |
| 6  | Флаг Украины | Нап | Андрей Капелян     | 1997 |  |  |  |  |
| 14 | Флаг Украины | Нап | Андрей Резник      | 2000 |  |  |  |  |
| 17 | Флаг Украины | Нап | Виталий Богданов   | 1990 |  |  |  |  |
| 18 | Флаг Украины | Нап | Иван Тарабалка     | 1994 |  |  |  |  |
| 19 | Флаг Украины | Нап | Тарас Кривой       | 1995 |  |  |  |  |
| 22 | Флаг Украины | Нап | Андрей Шевчук      | 1985 |  |  |  |  |
| 23 | Флаг Украины | Нап | Артур Дори         | 1995 |  |  |  |  |